# Степанов Дмитро Павлович
Дмитро Павлович Степанов (? — ?) — український радянський діяч, голова виконавчого комітету Приморської районної ради депутатів трудящих Сталінської (Донецької) області. Депутат Верховної Ради УРСР 4-го скликання.

## Біографія
Член КПРС.
До 1955 року — голова виконавчого комітету Приморської районної ради депутатів трудящих Сталінської області.
З 1955 — після 1958 року — голова колгоспу імені Жданова (потім — імені Карла Маркса) Приморського району Сталінської (Донецької) області.

## Нагороди
- орден Леніна
- орден «Знак Пошани» (26.02.1958)
- ордени
- медалі